# Campeonato Carioca 2023
In 2023 werd het 118de Campeonato Carioca gespeeld voor voetbalclubs uit de Braziliaanse staat Rio de Janeiro. De competitie werd georganiseerd door de FERJ en werd gespeeld van 12 januari tot 9 april. Fluminense werd kampioen. Volta Redonda was vorig seizoen gedegradeerd, maar mocht datzelfde seizoen aantreden in de Série A2, waar ze de titel behaalden.

## Format
De top 4 uit de Taça Guanabara plaatste zich voor de finale fase. De nummers vijf tot acht speelden de Taça Rio. 

## Taça Guanabara
| Plaats | Club          | Wed. | W | G | V | Saldo | Ptn. |
| ------ | ------------- | ---- | - | - | - | ----- | ---- |
| 1.     | Fluminense    | 11   | 8 | 1 | 2 | 20:4  | 25   |
| 2.     | Vasco da Gama | 11   | 7 | 2 | 2 | 20:6  | 23   |
| 3.     | Flamengo      | 11   | 7 | 2 | 2 | 19:5  | 23   |
| 4.     | Volta Redonda | 11   | 6 | 2 | 3 | 27:15 | 20   |
| 5.     | Botafogo      | 11   | 6 | 1 | 4 | 13:6  | 19   |
| 6.     | Audax Rio     | 11   | 4 | 4 | 3 | 14:13 | 16   |
| 7.     | Nova Iguaçu   | 11   | 3 | 4 | 4 | 8:11  | 13   |
| 8.     | Portuguesa    | 11   | 3 | 4 | 4 | 9:14  | 13   |
| 9.     | Bangu         | 11   | 3 | 3 | 5 | 6:17  | 12   |
| 10.    | Madureira     | 11   | 2 | 3 | 6 | 5:18  | 9    |
| 11.    | Boavista      | 11   | 1 | 3 | 6 | 11:22 | 6    |
| 12.    | Resende       | 11   | 1 | 1 | 9 | 3:22  | 4    |

|  | Winnaar Taça Guanabara en geplaatst voor finale fase |
|  | Geplaatst voor finale fase                           |
|  | Geplaatst voor halve finale Taça Rio                 |
|  | Degradatie naar Série A2 2023                        |

## Taça Rio
In geval van gelijkspel in de halve finale wint de club met het beste resultaat in de groepsfase, in de finale worden er strafschoppen genomen, tussen haakjes weergegeven. 
|  | halve finale | halve finale | halve finale | halve finale |  |           | finale | finale | finale | finale |
|  |              |              |              |              |  |           |        |        |        |        |
|  |              |              |              |              |  |           |        |        |        |        |
|  | ' Botafogo   | 0            | 3            | 3            |  |           |        |        |        |        |
|  | Portuguesa   | 0            | 1            | 1            |  |           |        |        |        |        |
|  |              |              |              |              |  | Botafogo  | 2      | 5      | 7      |        |
|  |              |              |              |              |  | Audax Rio | 1      | 2      | 3      |        |
|  | Audax Rio    | 1            | 1            | 2            |  |           |        |        |        |        |
|  | Nova Iguaçu  | 1            | 0            | 1            |  |           |        |        |        |        |

## Finale fase
In geval van gelijkspel gaat de club met het beste resultaat in de competitie door. 
|  | halve finale  | halve finale | halve finale | halve finale |  |            | finale | finale | finale | finale |
|  |               |              |              |              |  |            |        |        |        |        |
|  |               |              |              |              |  |            |        |        |        |        |
|  | Fluminense    | 1            | 7            | 8            |  |            |        |        |        |        |
|  | Volta Redonda | 2            | 0            | 2            |  |            |        |        |        |        |
|  |               |              |              |              |  | Fluminense | 0      | 4      | 4      |        |
|  |               |              |              |              |  | Flamengo   | 2      | 1      | 3      |        |
|  | Vasco da Gama | 2            | 1            | 3            |  |            |        |        |        |        |
|  | Flamengo      | 3            | 3            | 6            |  |            |        |        |        |        |

Details finale
Heen
|               |                            |       |            |                                                                                              |
| 1 april 20:30 | Flamengo                   | 2 – 0 | Fluminense | Maracanã, Rio de Janeiro Toeschouwers: 60.254 Scheidsrechter: Wagner do Nascimento Magalhães |
| 1 april 20:30 | Ayrton Lucas 50' Pedro 67' |       |            | Maracanã, Rio de Janeiro Toeschouwers: 60.254 Scheidsrechter: Wagner do Nascimento Magalhães |

Terug
|               |                                                |       |                    |                                                                                     |
| 9 april 18:00 | Fluminense                                     | 4 – 1 | Flamengo           | Maracanã, Rio de Janeiro Toeschouwers: 61.938 Scheidsrechter: Bruno Arleu de Araújo |
| 9 april 18:00 | Marcelo 27' Cano 31', 55' (pen) Alexsander 64' |       | 90+5' Ayrton Lucas | Maracanã, Rio de Janeiro Toeschouwers: 61.938 Scheidsrechter: Bruno Arleu de Araújo |

## Totaalstand
| Plaats | Club          | Wed. | W  | G | V | Saldo | Ptn. |
| ------ | ------------- | ---- | -- | - | - | ----- | ---- |
| 1.     | Fluminense    | 15   | 10 | 1 | 4 | 32:9  | 31   |
| 2.     | Flamengo      | 15   | 10 | 2 | 3 | 28:12 | 32   |
| 3.     | Vasco da Gama | 13   | 7  | 2 | 4 | 23:12 | 23   |
| 4.     | Volta Redonda | 13   | 7  | 2 | 4 | 29:23 | 23   |
| 5.     | Botafogo      | 15   | 9  | 2 | 4 | 23:10 | 23   |
| 6.     | Audax Rio     | 15   | 5  | 5 | 5 | 19:21 | 20   |
| 7.     | Nova Iguaçu   | 13   | 3  | 5 | 5 | 9:13  | 13   |
| 8.     | Portuguesa    | 13   | 3  | 5 | 5 | 10:17 | 13   |
| 9.     | Bangu         | 11   | 3  | 3 | 5 | 6:17  | 12   |
| 10.    | Madureira     | 11   | 2  | 3 | 6 | 5:18  | 9    |
| 11.    | Boavista      | 11   | 1  | 3 | 6 | 11:22 | 6    |
| 12.    | Resende       | 11   | 1  | 1 | 9 | 3:22  | 4    |

|  | Kampioen, geplaatst voor Copa do Brasil 2024                      |
|  | Vicekampioen, geplaatst voor Copa do Brasil 2024                  |
|  | Uitgeschakeld in halve finale, geplaatst voor Copa do Brasil 2024 |
|  | Geplaatst voor Série D 2024                                       |
|  | Degradatie naar Série A2 2023                                     |

### Kampioen
| Campeonato Carioca de 2023      |
| Rio de Janeiro                  |
| ------------------------------- |
| FLUMINENSE Kampioen (33° titel) |

## Topschutters
| Speler              | Speler       | Goals | Club          |
| ------------------- | ------------ | ----- | ------------- |
| Vlag van Argentinië | Germán Cano  | 16    | Flmuninense   |
| Vlag van Brazilië   | Lelê         | 13    | Volta Redonda |
| Vlag van Brazilië   | Pedro        | 9     | Flamengo      |
| Vlag van Brazilië   | Gabriel Pec  | 6     | Vasco da Gama |
| Vlag van Brazilië   | Pablo Thomaz | 6     | Audax Rio     |
| Vlag van Brazilië   | Pedro Raul   | 6     | Vasco da Gama |

1906 · 1907 · 1908 · 1909 · 1910 · 1911 · 1912 · 1913 · 1914 · 1915 · 1916 · 1917 · 1918 · 1919 · 1920 · 1921 · 1922 · 1923 · 1924 · 1925 · 1926 · 1927 · 1928 · 1929 · 1930 · 1931 · 1932 · 1933 · 1934 · 1935 · 1936 · 1937 · 1938 · 1939 · 1940 · 1941 · 1942 · 1943 · 1944 · 1945 · 1946 · 1947 · 1948 · 1949 · 1950 · 1951 · 1952 · 1953 · 1954 · 1955 · 1956 · 1957 · 1958 · 1959 · 1960 · 1961 · 1962 · 1963 · 1964 · 1965 · 1966 · 1967 · 1968 · 1969 · 1970 · 1971 · 1972 · 1973 · 1974 · 1975 · 1976 · 1977 · 1978 · 1979 (s) · 1979 · 1980 · 1981 · 1982 · 1983 · 1984 · 1985 · 1986 · 1987 · 1988 · 1989 · 1990 · 1991 · 1992 · 1993 · 1994 · 1995 · 1996 · 1997 · 1998 · 1999 · 2000 · 2001 · 2002 · 2003 · 2004 · 2005 · 2006 · 2007 · 2008 · 2009 · 2010 · 2011 · 2012 · 2013 · 2014 · 2015 · 2016 · 2017 · 2018 · 2019 · 2020 · 2021 · 2022 · 2023 · 2024